# Балџер (Пенсилванија)
Балџер (енгл. Bulger) насељено је место без административног статуса у америчкој савезној држави Пенсилванија.

## Демографија
По попису из 2010. године број становника је 407.
| Група             | 2000.    | 2010.       |
| Белци             | 0 (0,0%) | 387 (95,1%) |
| Афроамериканци    | 0 (0,0%) | 2 (0,5%)    |
| Азијати           | 0 (0,0%) | 3 (0,7%)    |
| Хиспаноамериканци | 0 (0,0%) | 3 (0,7%)    |
| Укупно            | 0        | 407         |